# Поперечно-остистая мышца
Поперечно-остистая мышца (лат. Musculus transversospinalis) прикрыта мышцей, выпрямляющей позвоночник. Относится к глубоким мышцам спины. Заполняет углубление между остистыми и поперечными отростками позвонков.
Все мышечные пучки данной мышцы перебрасываются от поперечных отростков нижележащих позвонков к остистым отросткам вышележащих. В зависимости от их длины в ней выделяют:
- полуостистую мышцу (лат. Musculus semispinalis) — пучки которой перебрасываются не менее чем через 5 позвонков. В полуостистой мышце также выделяют
  - полуостистую мышцу груди (лат. Musculus semispinalis thoracis)
  - полуостистую мышцу шеи (лат. Musculus cervicis)
  - полуостистую мышцу головы (лат. Musculus capitis)
- многораздельные мышцы (лат. Musculi multifidi) — пучки которой перебрасываются через 2—4 позвонка
- мышцы-вращатели (лат. Musculi rotatores) — занимают наиболее глубинное положение. Прикрепляются к соседним позвонкам

## Функция
При двустороннем сокращении разгибает позвоночный столб, а при одностороннем вращает в противоположную месту сокращения сторону.